# مگناوکس
مگناوکس (انگلیسی: Magnavox) شرکت الکترونیک آمریکایی است، که در سال ۱۹۱۷ توسط ادوین پریدهام تأسیس شد و هم‌اکنون زیرمجموعه‌ای از شرکت فیلیپس می‌باشد.